# Бодзевко-Друге
Бодзевко-Друге (пол. Bodzewko Drugie) — село в Польщі, у гміні П'яскі Гостинського повіту Великопольського воєводства.
У 1975-1998 роках село належало до Лешненського воєводства.